# Pierre Charles L'Enfant
Pierre ("Peter") Charles L'Enfant (Paris, 2 de agosto de 1754 — Condado de Prince George's, 14 de junho de 1825) foi um arquiteto e engenheiro civil franco-americano. Sua obra mais relevante foi a idealização do projeto da nova capital federal dos Estados Unidos, mais tarde denominada Washington. O arquiteto também era maçom.

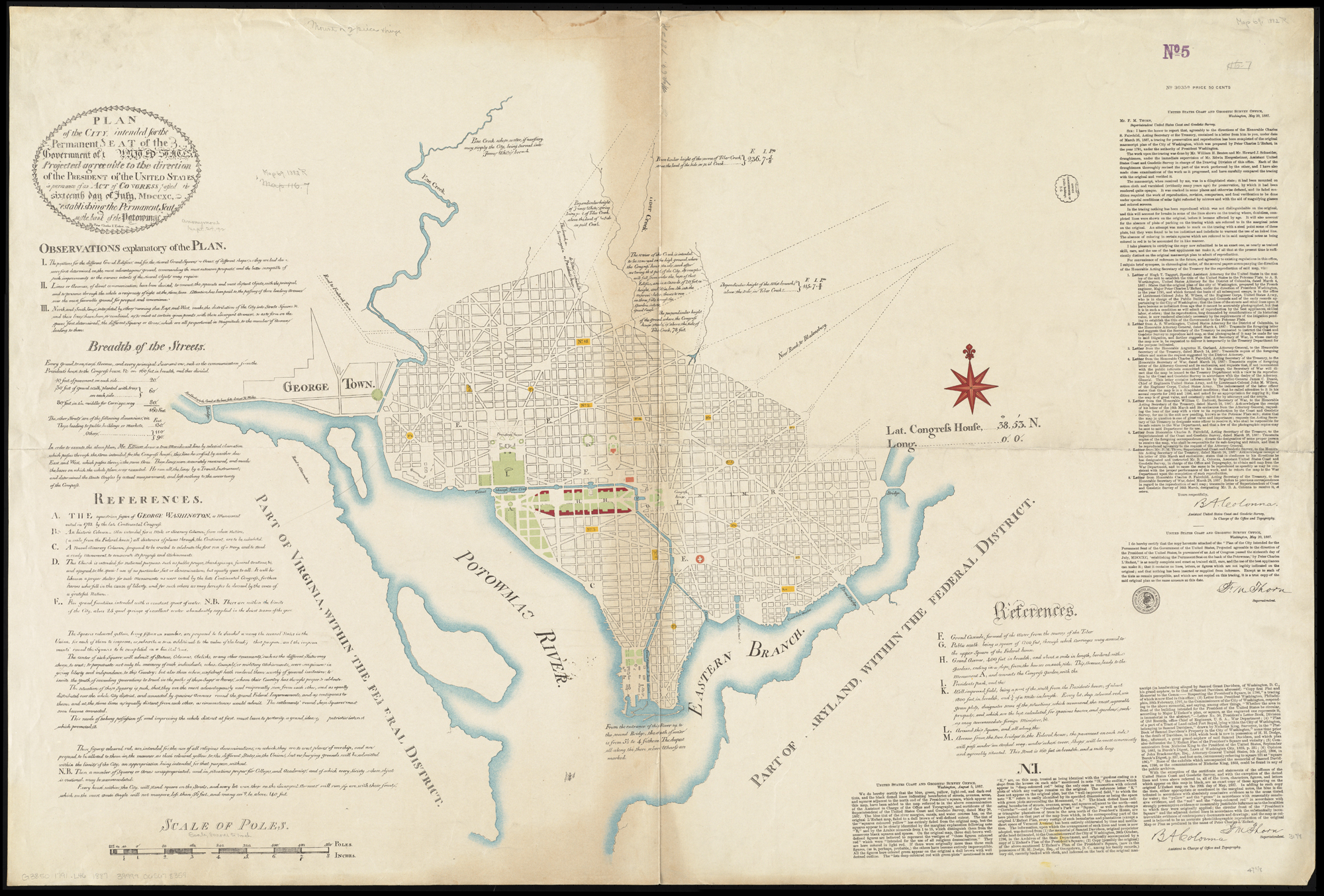
Manuscrito do plano de 1791 de Peter Charles L'Enfant para a capital federal.

## Vida
De 1771 a 1776, L'Enfant estudou arte com seu pai na Académie royale de peinture et de sculpture em Paris. Aos 22 anos decidiu ir para o "Novo Mundo" com o Marquês Marie-Joseph Lafayette.
Depois de chegar ao que hoje é os Estados Unidos em 1777, ele se apresentou como voluntário pela primeira vez e mais tarde serviu como major durante a Guerra Revolucionária Americana, tornando-se amigo de George Washington naquela época. Então aconteceu que Washington o abordou com o pedido de projetar a nova capital em um local de 10 × 10 milhas. L'Enfant aceitou esta tarefa e projetou a nova capital. Seu primeiro mapa da cidade foi publicado em 1792. O estilo de seus edifícios lembrava os esplêndidos edifícios antigos da Roma Antiga.

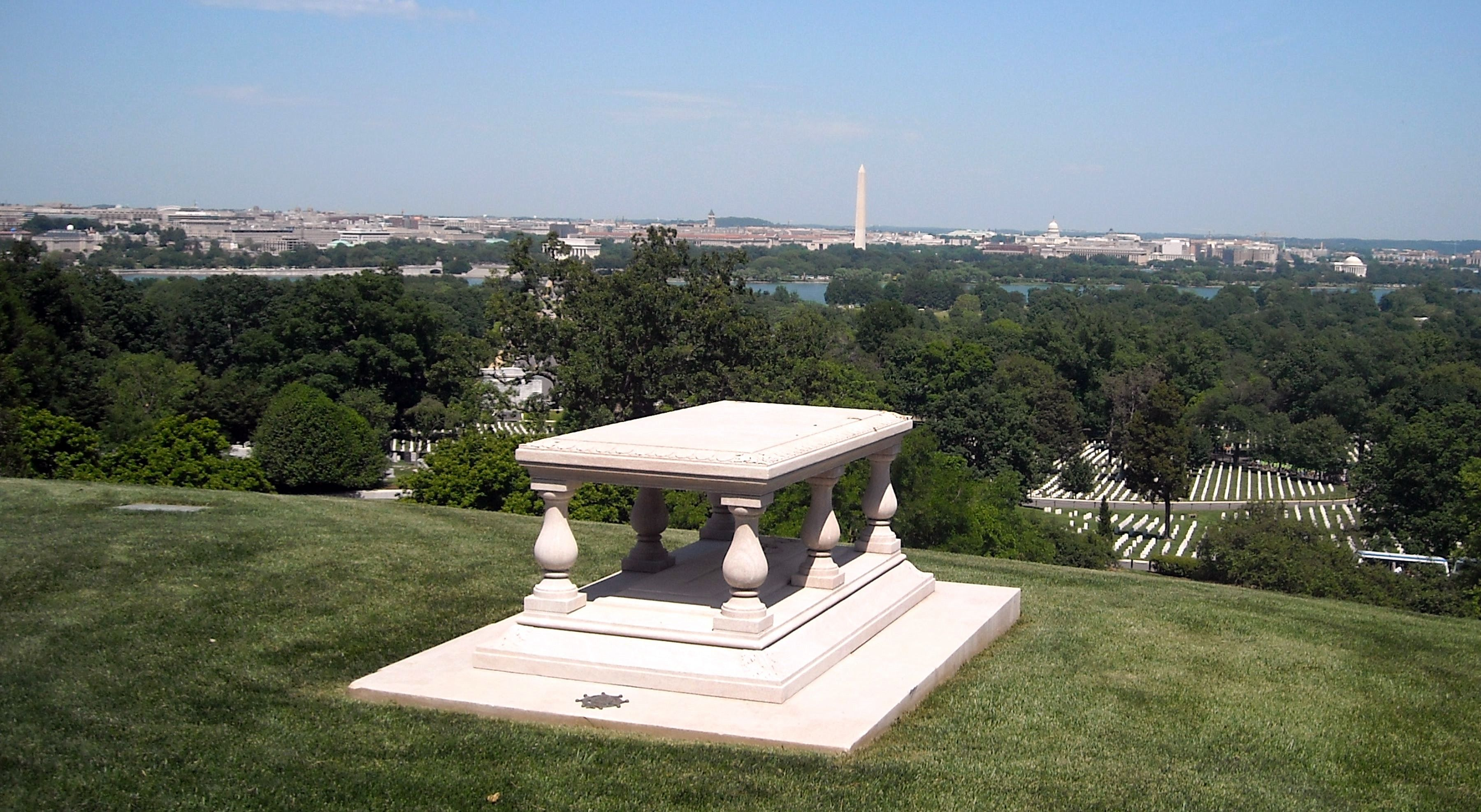
Sepultura no Cemitério Nacional de Arlington

O arquiteto foi celebrado como um herói, mas após divergências com o gerente do local, ele se demitiu do projeto já em 1792. A cidade de Washington, DC foi construída de acordo com seus planos, enquanto o herói abandonado lutou por uma pensão decente em vários tribunais de justiça até o fim de sua vida. Pierre L'Enfant morreu um homem pobre. Foi somente após sua morte que suas ações foram consideradas e um monumento foi construído para ele. Seus restos mortais foram exumados e enterrados no Cemitério Nacional de Arlington.